# ジシクロベリン
ジシクロベリン（英: Dicycloverine）または、ジサイクロミン（英: dicyclomine）でも知られている、過敏性腸症候群などの腸の痙攣の治療に用いられる医薬品である。投与法は経口または筋肉内注射である。乳児疝通や腸炎の治療に使用されてきたが、これらの用途を裏付ける証拠はない。
一般的な副作用には、口渇、視力の低下、脱力感、眠気、ふらつき、などがあげられる。重度の副作用には、精神病、乳児の呼吸障害などがあげられる。妊娠中の人への投与は安全とされるが、授乳中の人への投与は推奨されない。作用機序は完全には解明されていない。
ジシクロベリンが米国で医薬品として承認されたのは1950年である。後発医薬品として入手できる。2019年の英国の国民保険サービスにかかる費用は1投与につき約1.84ポンドである。米国での卸売価格は1投与につき約0.15米ドルである。2017の米国で181番目に最も一般的に処方された医薬品であり、その処方件数は300万件を超える。